# Judith Steinhäuser
Judith Steinhäuser (* 1968 in Ost-Berlin) ist eine deutsche Schauspielerin, Kabarettistin und Synchronsprecherin.

## Leben
Judith Steinhäuser wurde mit sechs Jahren Mitglied der Begabtengesangsklasse der Komischen Oper Berlin. Dort wirkte sie als Kind und Jugendliche in über 30 Opern, Operetten und Musicals mit. Sie war unter anderem die 1. Elfe im Britten’schen Sommernachtstraum und Tevjes Tochter Sprinthze in Der Fiedler auf dem Dach. Von 1984 bis 1988 absolvierte sie ihre Schauspielausbildung an der Hochschule für Schauspielkunst „Ernst Busch“ in Berlin. Ihr Studium beendete sie als „Diplom-Schauspielerin“.
Sie hatte anschließend zahlreiche Theaterengagements, unter anderem am Berliner Ensemble (1985–1988), an der Staatsoperette Dresden (1985), am Renitenztheater Stuttgart (1985) und am Maxim Gorki Theater (1986–1988). 1988 und 1989 gastierte sie als Schauspielerin und Kabarettistin am Potsdamer „Kabarett Obelisk“.
Nach der „Wende“ ging Steinhäuser unter anderem im Jahr 1990 mit dem Euro-Studio Landgraf auf Theatertournee, spielte unter der Regie von Wolfgang Spier an der Komödie am Kurfürstendamm (1991) und gastierte mehrere Jahre bei der Lach- und Schießgesellschaft.
Mehrfach war Steinhäuser ab 2005 beim „Theatersommer Netzeband“ in Brandenburg zu Gast. 2012 verkörperte sie dort den Mephisto in Faust I und II, 2013 spielte sie den Luftgeist Ariel in Shakespeares Spätwerk Der Sturm; 2015 war sie der Titelheld in Richard III. Ab 2005 war sie außerdem regelmäßig mit dem Euro-Studio Landgraf unterwegs, so als Patientin in Der Zauberberg und als in die Jahre gekommene Varieté-Künstlerin Guste Kiepert in Der blaue Engel.
2016 trat sie beim „Seefestival Wustrau“ in dem Musical Spatz & Engel auf. Im Oktober 2017 gastierte sie im Tiyatrom, dem Türkischen Theater in Berlin-Kreuzberg, in der Uraufführung des Theaterstücks Shalom-Salam-wohin?, eine Produktion des Deutsch-Jüdischen Theaters.
Seit Ende der neunziger Jahre stand Steinhäuser, meist in Nebenrollen, in verschiedenen Kino- und Fernsehproduktionen vor der Kamera. In dem TV-Film Ein Job (1998) von Regisseur Christian Görlitz war sie die dralle Russin Raisa Gnedenko an der Seite von Erika Skrotzki und Markus Graf. In der Tragikomödie Silvi (2013) war Lina Wendel ihre Filmpartnerin. Im ZDF-Krimi Kommissarin Heller: Hitzschlag (Erstausstrahlung: Januar 2016) war sie neben Karolina Lodyga als russische Haushaltshilfe und mütterliche Freundin zu sehen. In dem Filmdrama Fucking Berlin (2016) verkörperte sie die „Puffmutter“ Anja, die in einer Berliner Plattenbausiedlung ein Privat-Bordell betreibt. In der 3. Staffel der ZDF-Serie Die Spezialisten – Im Namen der Opfer (2018) war Steinhäuser in einer Episodenrolle zu sehen; sie spielte die alternde Prostituierte Kerstin Lange, die als Zeugin befragt wird. In der 6. Staffel der ZDF-Serie Blutige Anfänger (2024) übernahm sie eine Episodenhauptrolle als tatverdächtige Influencerin und Backshow-Kandidatin Heide Knust.
Steinhäuser ist außerdem seit 2016 als Synchronsprecherin für Kinofilme und TV-Serien tätig. Sie war bisher in fast 80 Synchronrollen zu hören. Sie lieh ihre Stimme unter anderem Meg Foster, Agam Darshi, Rachel House und Toks Olagundoye.
Sie spricht außerdem Hörbücher, Werbespots und ist als Werbedarstellerin, unter anderem für die ING Diba, tätig. Steinhäuser lebt in Berlin, im Ortsteil Prenzlauer Berg.

## Filmografie
- 1998: HeliCops – Einsatz über Berlin: Freier Freitag (Fernsehserie)
- 2000: Schloss Einstein (Fernsehserie)
- 2000: Wolffs Revier: Die Kunst des Tötens (Fernsehserie)
- 2008: Ein Job (Fernsehfilm)
- 2010: Meine Familie bringt mich um (Fernsehfilm)
- 2013: Silvi
- 2016: Kommissarin Heller: Hitzschlag (Fernsehreihe)
- 2016: Fucking Berlin
- 2018: #zurheiterenhenne (Webserie, neun Folgen)
- 2018: Die Spezialisten – Im Namen der Opfer – Bon(n) appétit (Fernsehserie)
- 2018: Herzkino.Märchen: Der Froschkönig (Fernsehfilm)
- 2019: Tatort: Die harte Kern (Fernsehreihe)
- 2019: Mein Freund, das Ekel
- 2022: Honecker und der Pastor (Fernsehfilm)
- 2022: Gute Zeiten, schlechte Zeiten (Fernsehserie)
- 2024: Praxis mit Meerblick – Kleine Wunder (Fernsehreihe)
- 2024: Blutige Anfänger – Backen ist Gold (Fernsehserie)

## Synchronisation (Auswahl)
- 1984: Pinocchio für Kaneta Kimotsuki (als Jiminy Grille)
- 2020: Navy CIS: L.A. für Alyson Reed (als Feuerwehrchefin Jefferson)
- 2020: Soul für Rhodessa Jones (als Lulu)
- 2020–2024: Star Trek: Lower Decks für Gillian Vigman (als Dr. T’Ana)
- 2021, 2023: What If…? für Rachel House (als Topaz)
- 2022: The Tourist – Duell im Outback für Maria Mercedes (als Freddie Lanagan)
- 2023: Navy CIS für Stephanie Hodge (als Greta Ford)
- 2023: Mamma ante Portas für Josiane Balasko (als Jacqueline Mazerin)
- 2024: Damsel für Shohreh Aghdashloo (als Drache)
- 2025: Star Wars: Skeleton Crew für Dale Soules (als Chaelt)

## Hörspiele und Hörbücher (Auswahl)
- 2023: Soul (Das Original-Hörspiel zum Disney/Pixar Film), Walt Disney Records
- 2024: Marcel Huwyler: Frau Morgenstern und das Vermächtnis (Frau Morgenstern 6, Audible-Hörbuch)